# Kirgizisztán a 2006. évi téli olimpiai játékokon
Kirgizisztán az olaszországi Torinóban megrendezett 2006. évi téli olimpiai játékok egyik részt vevő nemzete volt. Az országot az olimpián 1 sportágban 1 sportoló képviselte, aki érmet nem szerzett.

## Alpesisí
Férfi
| Versenyző     | Versenyszám      | 1. futam | 1. futam | 2. futam | 2. futam | Összesítés | Összesítés |
| Versenyző     | Versenyszám      | Idő      | Hely.    | Idő      | Hely.    | Idő        | Helyezés   |
| ------------- | ---------------- | -------- | -------- | -------- | -------- | ---------- | ---------- |
| Ivan Boriszov | Műlesiklás       | 1:09,54  | 59.      | kizárták | kizárták | kiesett    | kiesett    |
| Ivan Boriszov | Óriás-műlesiklás | 1:59,49  | 47.      | 1:37,61  | 41.      | 3:37,10    | 41.        |